# Het Stroot (landgoed)
Het Stroot is een landgoed rond de gelijknamige monumentale buitenplaats Het Stroot in de Overijsselse buurtschap Twekkelo.

## Beschrijving
Het landgoed Het Stroot is bijna 70 hectare groot. Het grootste gedeelte daarvan wordt gevormd door bos- en landbouwgronden. De resterende oppervlakte is natuurgebied. De op het landgoed gelegen buitenplaats met koetshuis, boerderij en enkele andere bijgebouwen en de omringende tuinen zijn aangewezen als rijksmonument. Het natuurgebied bestaat vooral uit heide rond de plas het Zwarte Ven.
De ingang van de buitenplaats aan de Strootsweg wordt gemarkeerd door een zandstenen poort in renaissancestijl versierd met jachttafrelen. Deze poort is afkomstig van het voormalige huis Hengelo en stamt uit het eerste kwart van de zeventiende eeuw.
Het landgoed werd gesticht door Johanna Berendina Roessingh-van Heek (1782-1863) die in 1819 van de gemeente Enschede het erve Het Stroot met bijbehorende landbouwgronden en bos kocht. Zij liet in de nabijheid van de oude boerderij een klein buitenhuis bouwen, dat zou uitgroeien tot het huidige landhuis. In 1865 werd het bezit door haar erfgenamen geveild en gekocht door Twentse textielmagnaat Gerrit Jan van Heek (1837-1915), een zoon van haar broer Helmich van Heek. De verkoopadvertentie laat weten dat het ging om ‘Een zeer logeabel heerenhuis, koetsierswoning, stalling, schuur, tuin, wandelingen, vijver, uitmuntende bouw- en weilanden, dennen-, akkermaals- en andere bosschen, enz.’ Het Stroot omvatte toen ruim 25 hectare. Rond 1876 gaf Gerrit-Jan opdracht aan tuinarchitect Dirk Wattez om een landschapspark aan te leggen op Het Stroot. Tevens liet hij het landhuis in 1884 aanzienlijk vergroten. Elke zomer bracht het gezin met dertien kinderen drie maanden door op Het Stroot.
Gerrit Jan bezat tevens het enkele kilometers westelijk van Het Stroot gelegen landgoed Hof te Boekelo. Toen eind 19de eeuw de Twekkeler marke tot verdeling van de woeste gronden overging, zag Gerrit Jan kans beide landgoederen met elkaar te verbinden, waardoor een aaneengesloten landgoed ontstond van enkele honderden hectares met daarop een tiental pachtboerderijen.
Na de dood van Gerrit Jan van Heek werd zijn grondbezit verdeeld onder zijn kinderen. Het Stroot viel toe aan zijn jongste zoon, Arnold Helmig (1882-1972), die in 1921 permanent op het buitenhuis ging wonen. Vanaf 1925 werd het bescheiden zomerhuis verbouwd tot een statig landhuis. Enige jaren daarvoor was de tuinarchitect Piet Wattez, zoon van Dirk Wattez, al ingeschakeld om aan de zuidwestelijke zijde een nieuwe formele tuin aan te leggen.
Het landgoed hoort anno 2000 toe aan twee kleinkinderen - broer en zuster- van Arnold Helmig van Heek.